# Rapporto Dachau

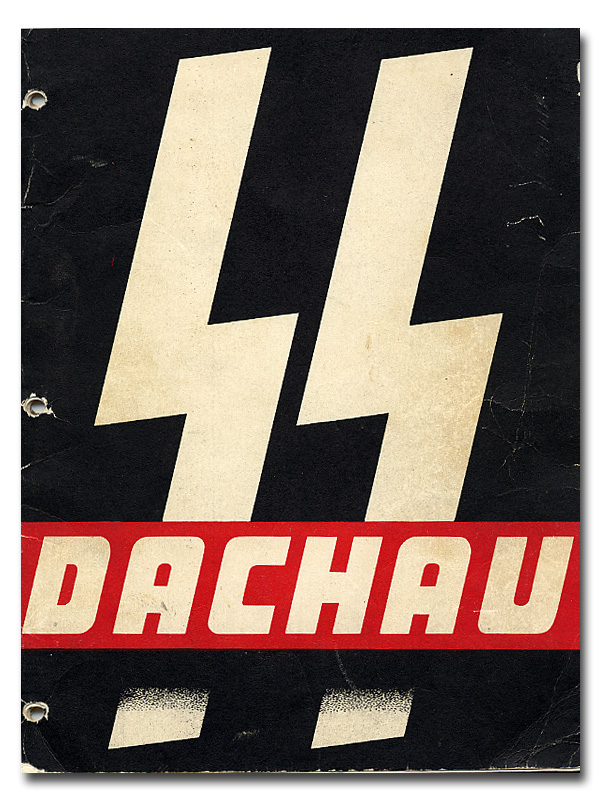
Frontespizio del rapporto Dachau. In copertina i due simboli Siegrunes delle SS che gestivano il campo di concentramento.

Il rapporto Dachau (in inglese: Dachau) è un rapporto di 72 pagine, risultato dell'indagine svolta dalla 7ª armata statunitense sul campo di concentramento di Dachau.
Il rapporto descrive in dettaglio l'omicidio di massa e le atrocità commesse a Dachau principalmente dalle SS. Fu preparato nelle settimane successive alla liberazione del campo, avvenuta il 29 aprile 1945 ad opera della 7ª armata, e pubblicato a maggio. Oltre alla prefazione, il documento contiene tre rapporti indipendenti che in parte si sovrappongono tematicamente. Sebbene contenga alcuni errori, è considerato uno dei primi studi sui campi di concentramento nazisti.

## Contesto storico

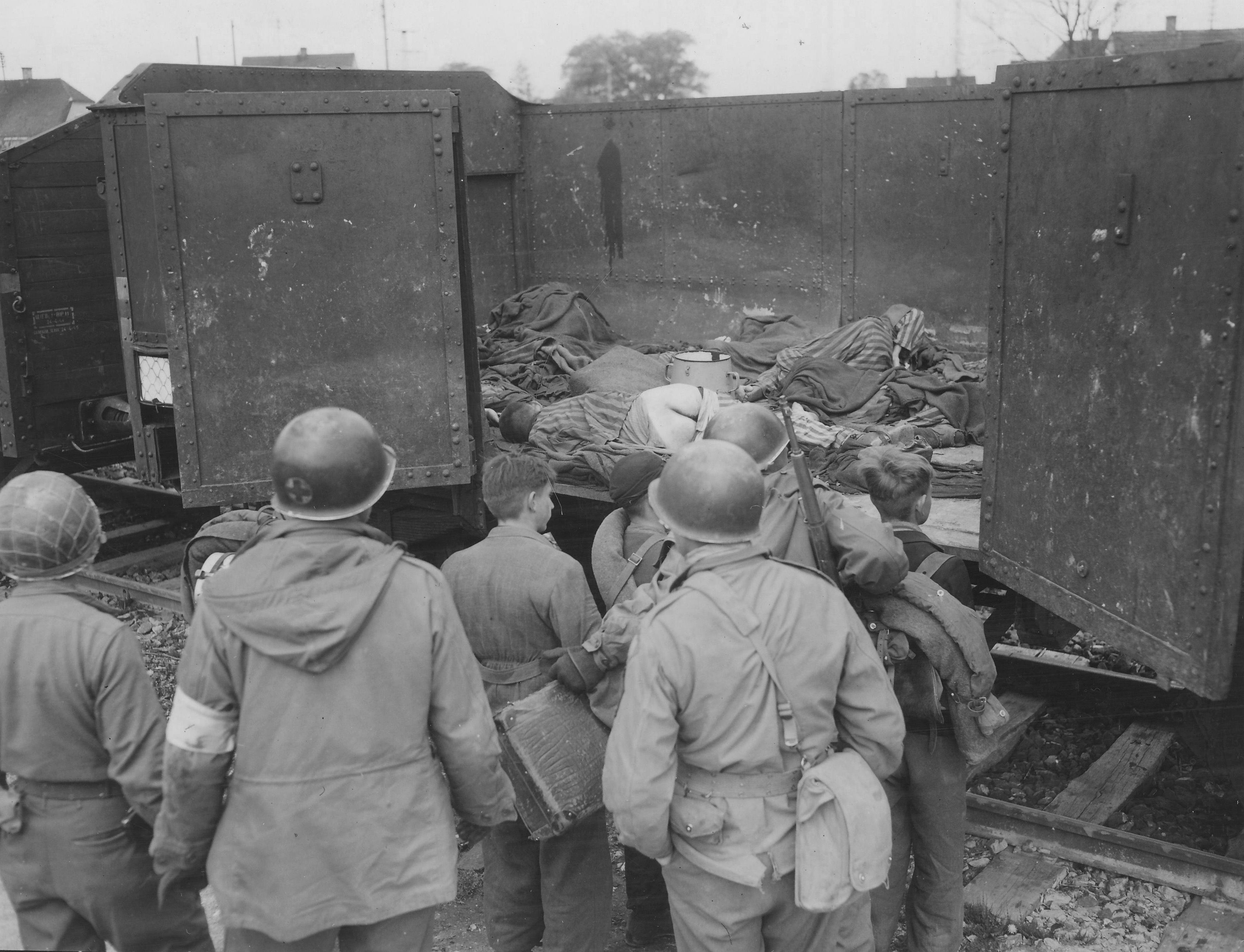
I soldati statunitensi mostrano i cadaveri dei prigionieri che giacciono in un vagone del treno della morte proveniente da Buchenwald ai membri della Gioventù hitleriana, 30 aprile 1945.

Costruito nel 1933, Dachau fu uno dei primi campi di concentramento nazisti. Anche se vi fu giustiziato un gran numero di prigionieri, funse più da prigione e campo di internamento, e non fece parte del complesso dei campi di sterminio come ad esempio il campo di concentramento di Auschwitz.
Nella fase finale della seconda guerra mondiale le condizioni di vita dei prigionieri a Dachau peggiorarono drasticamente, provocando un rapido aumento del tasso di mortalità: a causa del sovraffollamento, malnutrizione e condizioni igieniche insostenibili. L'arrivo degli evacuati da altri campi e l'epidemia di tifo dilagante resero la situazione del campo catastrofica. Solo tra gennaio e aprile 1945 più di 13.000 persone morirono di malattia o per sfinimento sia a Dachau che nei sottocampi affiliati, tanto che molti dei corpi rimasero insepolti. Inoltre, migliaia di prigionieri persero la vita nelle marce della morte verso sud. Poco prima dell'arrivo dell'esercito statunitense furono ancora presenti più di 32.000 prigionieri fortemente debilitati, circa 8.000 dei quali costretti a letto.
Dopo che il campo fu liberato il 29 aprile 1945 dalle 42ª e 45ª divisioni di fanteria della 7ª armata, i liberatori trovarono 3.000 cadaveri e diverse migliaia di persone in stato semi vegetativo. Tutto era pervaso da un forte odore di decomposizione. Ancor prima di entrare nel campo, i soldati statunitensi scoprirono centinaia di prigionieri morti nel treno proveniente da Buchenwald parcheggiato su un binario morto, la maggior parte dei quali deceduti per fame, debilitazione o malattia durante il trasporto a Dachau.
Il comandante del battaglione Felix Sparks in seguito riferì:
Sconvolti da queste esperienze traumatiche, alcuni soldati statunitensi spararono agli uomini delle SS catturati.

## Origine del rapporto

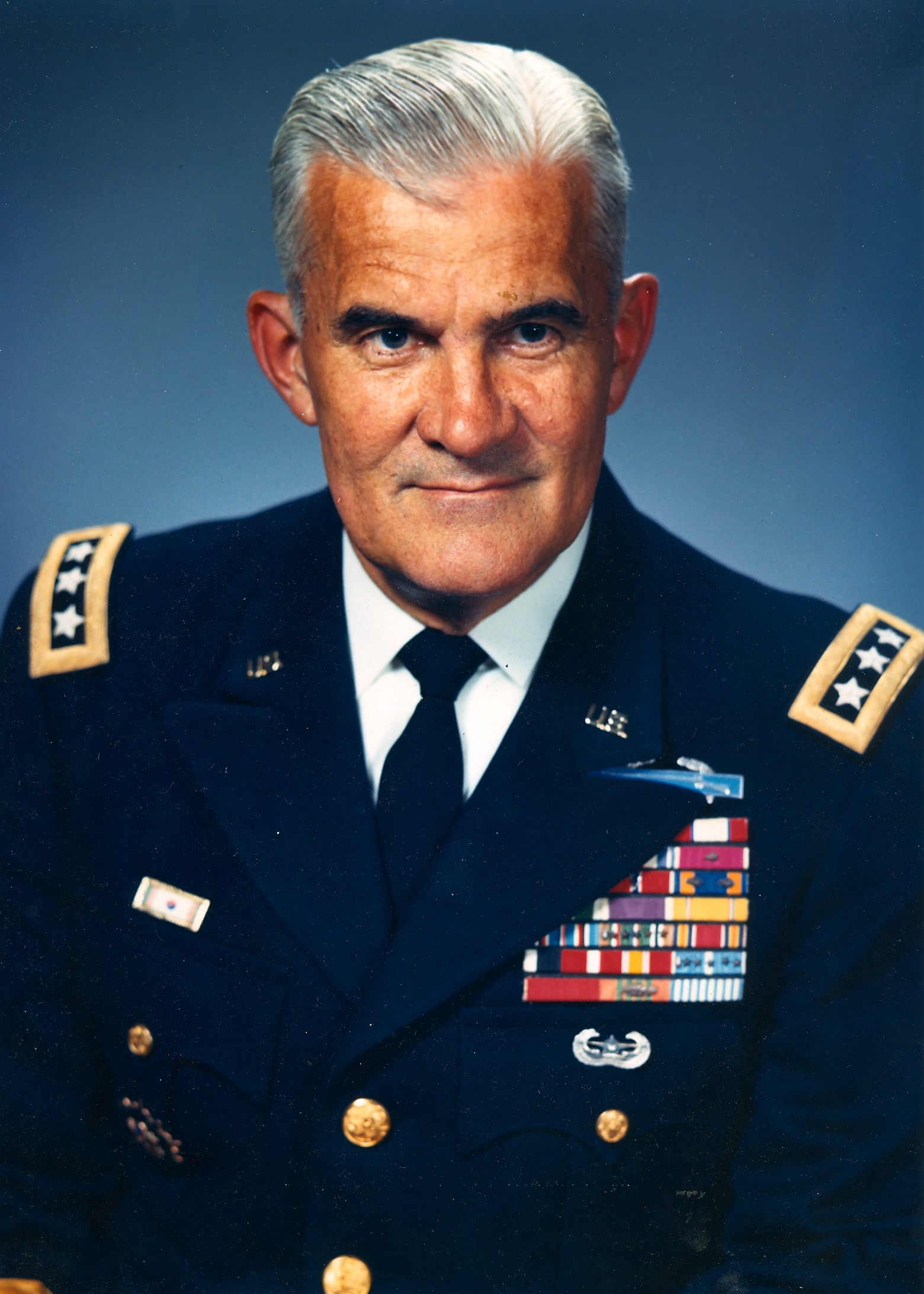
William Wilson Quinn responsabile del rapporto e firmatario della prefazione.

Quando il Colonnello William Wilson Quinn, all'epoca assistente capo di Stato maggiore dell'Intelligence militare G-2 della 7ª Armata USA, venne a conoscenza di questa sconvolgente, indicibile situazione, si recò subito sul posto per verificare personalmente quanto riportato: vide che i crimini di massa riscontrati andavano oltre la sua immaginazione, e si rese conto che in quel momento nessuno avrebbe creduto alle atrocità commesse nel campo. Pertanto decise di documentare immediatamente ciò che aveva vissuto, arrivando a questo rapporto investigativo.
La prefazione, firmata da Quinn, afferma:
Quinn formò diverse squadre per raccogliere le informazioni su ciò che era accaduto, comprese le dichiarazioni degli ex prigionieri. In particolare, gli interessava anche scoprire cosa sapeva la popolazione della vicina città di Dachau e cosa pensava del campo di concentramento. Nella stesura del rapporto furono coinvolti l'Office of Strategic Services (OSS), il Counter Intelligence Corps (CIC) e il Psychological Warfare Branch (PWB) della 7ª Armata.
Il rapporto si basa principalmente sui colloqui degli ufficiali dell'intelligence statunitense con i detenuti liberati e sulle indagini sul campo.

## Composizione e pubblicazione
Il rapporto fu completato piuttosto rapidamente, nell'arco di una o due settimane. La relazione è suddivisa in quattro parti, elencate in un sommario nella terza pagina del documento.
La parte I è la prefazione di William Wilson Quinn, la parte II è stata preparata dall'OSS, la parte III dal PWB e la parte IV dal CIC. Per i temi affrontati, le parti da II a IV si sovrappongono parzialmente poiché sono state redatte come rapporti individuali indipendenti l'uno dall'altro. Secondo la prefazione, non riunire i rapporti in un documento comune con uno stile uniforme è stata una cosa voluta, altrimenti sarebbe stato "seriamente indebolito [ndr] [il loro] realismo".
Nella sintesi che precede la seconda parte del rapporto si osserva che il rapporto non intende essere un resoconto completo o esaustivo del campo di Dachau e che si sta già lavorando su ulteriori rapporti più completi. Pertanto, in preparazione del processo per crimini di guerra, gli investigatori americani condussero le indagini dal 30 aprile 1945 al 7 agosto 1945 per determinare le responsabilità nei crimini associati al complesso di Dachau. Questo ulteriore rapporto, successivo all'indagine completata il 31 agosto 1945, fu la base per il processo di Dachau.
Il 649º Engineer Topographic Battalion fu incaricato della stampa e della duplicazione del rapporto, poi pubblicato in forma dattiloscritta. Nel maggio 1945 furono diffuse 10.000 copie. Secondo le memorie di William W. Quinn, inizialmente fu concepito solo come rapporto interno per l'uso nell'esercito degli Stati Uniti, ma arrivò ai giornalisti attraverso l'esposizione in una sala stampa e diventò così di dominio pubblico, iniziando subito a circolare tra le forze armate e le testate stampa statunitensi.
L'opinione pubblica fu quindi prontamente informata delle condizioni riscontrate. Diversi giornalisti seguirono i soldati durante la liberazione del campo di Dachau; tra questi Marguerite Higgins, corrispondente di guerra per il New York Herald Tribune, autrice del "primo, anche se tardivamente trasmesso, rapporto da Dachau". A partire dal 1º maggio 1945 molti giornali pubblicarono diversi articoli in tal senso, insieme alle troupe cinematografiche che arrivarono per filmare quanto era accaduto. Su invito di Dwight D. Eisenhower, le delegazioni di politici americani, redattori ed editori si recarono sul sito rispettivamente il 2 e 3 maggio 1945 per avere un quadro della situazione. Secondo Harold Marcuse, l'obiettivo fu di "convincere il pubblico americano della portata e dell'autenticità delle atrocità attraverso i loro resoconti".

## Contenuto

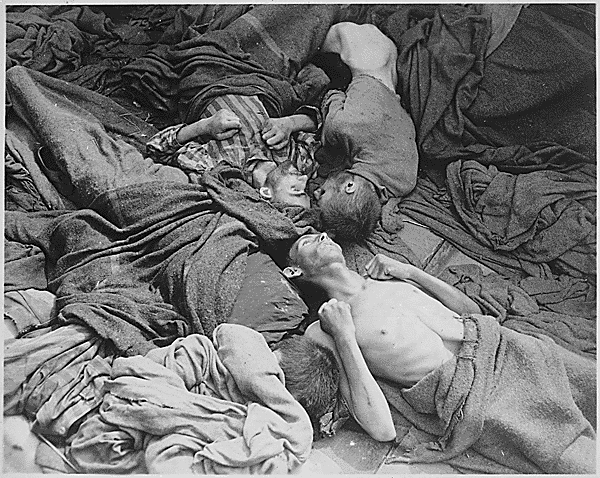
Fotografia scattata il 30 aprile 1945. I prigionieri affamati morirono durante il trasporto al campo di concentramento di Dachau. Un dettaglio di questa fotografia è riportato nel rapporto a pagina 17.

### Riepilogo
Il rapporto presenta il complesso del campo di concentramento di Dachau in modo completo e sotto diverse prospettive. Poiché gli investigatori americani arrivarono al campo come liberatori, poterono avvalersi di un alto livello di cooperazione e disponibilità a testimoniare dei prigionieri liberati; una parte del rapporto è costituita dai resoconti delle testimonianze oculari dei detenuti, nonché occasionali estratti più lunghi sia dai diari che dai resoconti personali delle esperienze vissute dei singoli detenuti. Gran parte della relazione è costituita dalle analisi fattuali e dalle sintesi degli autori della relazione.
Il rapporto contiene anche gli elenchi statistici: il numero, le proporzioni delle diverse nazionalità e i crimini dei detenuti, nonché le cifre sui decessi, che aumentarono notevolmente dall'autunno 1944 in poi.  La sociologia e la psicologia sociale del sistema dei detenuti e dei gruppi di essi, le loro interazioni, le SS al comando e la cosiddetta amministrazione dei prigionieri o del lavoro sono dettagliate attraverso l'organigramma. I resoconti delle dinamiche sociali tra i detenuti costituiscono la gran parte del rapporto, come i rapporti tra i gruppi di prigionieri di diverse nazionalità e la strumentalizzazione e l'utilizzo di queste differenze da parte dalle SS ai fini del controllo e oppressione: ad esempio, ai detenuti tedeschi venivano assegnate le posizioni amministrative per suscitare i sentimenti anti-tedeschi tra i detenuti non tedeschi.
Un'altra sezione tratta degli esperimenti umani pseudoscientifici e disumani, per esempio, infettare deliberatamente i detenuti sani con malattie infettive gravi, potenzialmente mortali, e lasciarli senza cure. In altri "esperimenti" i prigionieri venivano a lungo immersi in vasche piene di acqua ghiacciata a circa 1 °C finché non perdevano conoscenza.
In tutto il rapporto sono descritti i vari aspetti delle condizioni di vita estremamente dure, sia fisiche che psicologiche imposte ai detenuti, che li costringevano a lottare per sopravvivere. L'OSS ha scritto nella sezione I del rapporto:
Un'ampia sezione è dedicata alla descrizione del sistema di controllo, repressione e terrore che le SS avevano costruito a Dachau, così come in tutti gli altri campi di concentramento tedeschi. I detenuti selezionati, rinchiusi per reati come omicidio o rapina, definiti "criminali", venivano posti in particolari posizioni gerarchiche e usati dalle SS per reprimere e controllare quante più persone incarcerate per motivi "politici" attraverso terrore psicologico e fisico: la privazione o la riduzione delle razioni alimentari, minacce, molestie e violenza fisica fino alle torture e agli omicidi dei prigionieri politici commessi dai cosiddetti "criminali". Questi atti venivano solitamente ordinati direttamente dalle SS o compiuti per raggiungere un particolare obiettivo stabilito dalle SS per uno o più detenuti criminali. Diverse pagine documentano anche i vari modi in cui i detenuti venivano giustiziati a Dachau.
Il Rapporto Dachau discute anche la storia del campo di concentramento, esistente dal 1933 e considerato il primo nel suo genere nella Germania nazista. Gli investigatori statunitensi ebbero diversi colloqui approfonditi con i residenti della vicina città di Dachau. Nel fare ciò, cercarono in particolare di trovare tra gli abitanti presumibilmente ignari e innocenti qualcuno che avesse in qualche modo opposto resistenza politica. Documentarono le loro dichiarazioni e valutarono il loro atteggiamento.
Altre sezioni trattano della liberazione del campo da parte dell'esercito statunitense e degli eventi che ne seguirono, nonché della struttura fisica o dell'organizzazione del campo insieme alla routine quotidiana.

## Galleria d'immagini
- Fotografia aerea del campo scattata da un aereo da ricognizione statunitense, p. 2
- Corpi dei prigionieri morti per le condizioni di vita nel campo, p. 41
- Immagine di tre detenuti liberati, due dei quali indossano gli abiti dei detenuti dei campi di concentramento a strisce bianche e nere, p. 13
- Introduzione della Parte III (p. 16): "[...] la prima impressione arriva come uno shock [..]" Immagine dei prigionieri assassinati dell'Außenlager Kaufering IV sulla linea ferroviaria Kaufering - Landsberg[39]

## Capitoli

### Parte I. Premessa
La prefazione di tre paragrafi del colonnello William W. Quinn include la seguente dichiarazione:

### Parte II. Dachau, Campo di Concentramento - Sezione OSS
La sezione OSS, introdotta da un Sommario (Summary, pp. 3, 4), si compone di dodici pagine ed è suddivisa nelle sezioni Storia (History, pp. 5–6), Composizione (Composition, pp. 6–8), Organizzazione (Organization, pp. 9–11 ) e Raggruppamenti di prigionieri (Groupings of Prisoners, pp. 11–15).
La sintesi è seguita da un breve riassunto della storia del campo di concentramento di Dachau dal 1933 al 1945, che descrive l'aumento del numero di prigionieri, il moltiplicarsi dei gruppi di essi e la continua espansione della rete dei sottocampi, nonché il crescente sovraffollamento, esacerbato dalle evacuazioni dagli altri campi, che causarono un'impennata del tasso di mortalità a causa della fame e delle malattie nella fase finale.
La sezione successiva tratta la composizione dei gruppi di detenuti, in cui la nazionalità e il motivo della detenzione sono menzionati come le principali caratteristiche distintive. Viene spiegata l'identificazione dei prigionieri nei campi di concentramento e il contrasto tra i prigionieri politici (triangoli rossi) e criminali (triangoli verdi). Si segnala l'irrilevanza delle precedenti distinzioni sociali date le pessime condizioni di vita, le quali portarono i prigionieri a essere "gradualmente ridotti alla forma di esistenza più primitiva e crudele, motivata quasi esclusivamente dalla paura della morte". Nella sezione Organizzazione viene spiegato il sistema del terrore, che consisteva in un controllo esterno effettuato dalle SS e un controllo interno svolto dai detenuti, a cui le SS assegnavano determinate funzioni. La seguente sezione, Gruppi di detenuti, descrive i posti funzionali per i detenuti e, nel quadro dell'organizzazione interna, viene sottolineata la posizione chiave del Dipartimento di collocamento del lavoro. La seconda parte si conclude con una descrizione dei gruppi di detenuti formati su base nazionale e del Comitato internazionale dei prigionieri.

### Parte III. Dachau, Campo di Concentramento e città - Sezione PWB
La terza parte del rapporto è tratta dalla sezione PWB ed è lunga undici pagine. È suddivisa in Introduzione (Introduction, pp. 16–18), il Campo (The Camp, pp. 18–21), la Cittadinanza (The Townspeople, pp. 22–25) e Conclusione (Conclusion, pp. 25 a 26).
L'argomento dello studio dell'Introduzione deriva dalle osservazioni conseguenti a due domande: "cosa si sa attualmente della situazione nel campo?" e "cosa sapevano gli abitanti di Dachau degli eventi nel campo, e qual era il loro atteggiamento in tal senso?"
Per rispondere alla prima domanda sono stati intervistati 20 ex prigionieri politici. I sopravvissuti raccontarono la vita quotidiana, caratterizzata da fame, malattie e punizioni, oltre che crimini di massa. Hanno ulteriormente dettagliato il ruolo delle guardie delle SS e dei funzionari dei prigionieri, le gerarchie del campo e la scarsa assistenza medica. Per la seconda domanda furono intervistati i cittadini della vicina città di Dachau. L'interrogatorio dei cittadini di Dachau rivelò che l'esistenza del campo era nota; tuttavia, molti di loro fecero notare che non sapevano nulla di ciò che stava accadendo nel campo e dei crimini di massa. Questa sezione elenca anche alcune delle spiegazioni fornite in tedesco, come "Wir sind aberall belogen worden" ("Ci hanno mentito tutti") o "Was konnten wir tun?" ("Cosa potevamo fare?"). Al contrario, alcuni oppositori al regime nazista di Dachau affermarono che in città si sapeva cosa accadeva nel campo. La conclusione fu che la stragrande maggioranza della popolazione sentì la colpa come propria per la presunta ignoranza e la mancanza di coraggio civile.

### Parte IV. Dachau, Campo di Concentramento - Sezione CIC
La parte principale del rapporto preparato dal CIC si compone di quaranta pagine. È suddivisa in Memorandum (Memorandum, pp. 27 e 28), Liberazione (Liberation, pp. 28–30), Vita a Dachau (Life at Dachau, pp. 30–34), Diario di E.K. (Diary of E.K., pp. 35–45), Dichiarazione di E.H. (Statement by E.H., pp. 35–45), Relazioni su casi speciali (Special Case Reports, pp. 61–63) e Miscellanea (Miscellaneous, p. 63 ss.).
Il Memorandum conduce alla sezione successiva che tratta delle circostanze della liberazione. La sezione Vita a Dachau si occupa del trasporto dei prigionieri in arrivo al campo, della procedura di ingresso e della dura vita quotidiana. Le pagine seguenti contengono un resoconto dettagliato dei crudeli esperimenti umani sui prigionieri e dei tipi di esecuzioni.
I rapporti dei casi speciali si concentrano sulle persone aventi legami specifici con il campo di Dachau, tra cui il medico del campo Claus Schilling, giustiziato per i suoi crimini contro i prigionieri di Dachau nel 1946, e i membri delle SS del campo Wilhelm Welter, Franz Böttger e Johann Kick.
Il rapporto si conclude con la sezione Miscellanea, dove viene dettagliata la struttura del campo SS. Diverse tabelle mostrano i sopravvissuti di Dachau suddivisi per nazionalità, il numero di prigionieri che vi sono passati, il numero di morti e di esecuzioni per anno e la composizione del Comitato internazionale dei prigionieri.

#### Diario di E. K. (Edgar Kupfer-Koberwitz)
Dieci pagine del rapporto Dachau sono dedicate agli estratti dal diario, parzialmente tradotto dal tedesco all'inglese durante la stesura, del sopravvissuto di Dachau Edgar Kupfer-Koberwitz, che rischiò la vita per documentare segretamente la prigionia dal novembre 1942 alla primavera del 1945. Nel diario Kupfer-Koberwitz registra le sue esperienze personali e quelle dei suoi amici. Gli estratti hanno lo scopo di illustrare e servire come prova dei crimini commessi a Dachau. Gli investigatori del distaccamento CIC considerarono questo diario "uno dei documenti più interessanti" ottenuto sul complesso criminale di Dachau.
Poiché Kupfer-Koberwitz fu considerato a rischio di rappresaglie tedesche, nel rapporto di Dachau vengono fornite solo le sue iniziali. Kupfer-Koberwitz, che riuscì a nascondere il diario fino alla liberazione, ne pubblicò degli estratti nel 1957 con il titolo I potenti e gli indifesi. Il testo integrale è stato pubblicato nel 1997 con il titolo Dachau Diaries.

#### Dichiarazione di E. H. (Eleonore Hodys)
La sezione Dichiarazione di E.H. occupa 15 pagine (pp. 46–60) ed è quindi la sezione tematicamente continua più ampia del rapporto. Contiene la testimonianza della detenuta identificata con la sigla E.H., racconta le sue esperienze nel campo di concentramento di Auschwitz e incrimina i membri delle SS ivi assegnati. Fornì un dettagliato resoconto delle vicende del campo di Auschwitz e in particolare dei crimini violenti commessi dalle SS nel "bunker", la prigione nel Blocco 11 del campo principale di Auschwitz, dove, secondo le sue dichiarazioni, fu imprigionata per nove mesi. Tra l'altro, affermò che dopo essere stata rinchiusa nel campo di concentramento di Auschwitz, aveva inizialmente una posizione privilegiata: ad esempio, fu impiegata come ricamatrice nella villa del comandante del campo Rudolf Höss, dove era ben nutrita, viveva in una propria stanza; riferì anche che il comandante le fece delle avances. Nell'ottobre 1942 fu rinchiusa nel Blocco 11 dove inizialmente ricevette un trattamento di favore. Oltre ai membri delle SS del campo di Auschwitz, incriminò anche il comandante del campo Höss: sostenne di essere stata visitata in segreto nel bunker e di aver avuto rapporti sessuali; Höss l'avrebbe messa incinta, dopo di che fu portata in una cella permanente per farla morire di fame e non far trapelare la relazione.

##### Utilizzo successivo
Non è chiaro perché la dichiarazione di E.H. sia stata inclusa nel rapporto Dachau, dato che non ha alcun collegamento con il complesso criminale di Dachau. È la testimonianza della detenuta Eleonore Hodys, nota anche come Nora Mattaliano-Hodys, sulle sue esperienze nel campo di concentramento di Auschwitz, come registrata dal giudice delle SS Konrad Morgen nell'ottobre 1944. Morgen fu a capo di una commissione d'inchiesta interna delle SS che avrebbe dovuto scoprire e perseguire in particolare la corruzione dilagante nei campi di concentramento. I membri della commissione seppero di Hodys da un membro delle SS del campo di Auschwitz che era detenuto e aveva testimoniato nel procedimento contro l'ex capo del dipartimento politico di Auschwitz, Maximilian Grabner davanti al tribunale delle SS della polizia a Weimar. Dopo la fine della guerra Morgen dichiarò di aver portato Hodys fuori dal bunker per fornirle una sorta di protezione come testimone: fisicamente indebolita e malata, alla fine di luglio 1944 fu portata in una clinica di Monaco per la convalescenza, fino a quando non poté essere interrogata da Morgen nell'ottobre 1944 sugli eventi di Auschwitz.
Una copia di questo protocollo fu consegnata agli investigatori statunitensi da Gerhard Wiebeck, che lavorò sotto Morgen, subito dopo la liberazione del campo di concentramento di Dachau. La trascrizione di Hodys fu tradotta dal tedesco all'inglese e inclusa nel Rapporto Dachau. Wiebeck, che fu preso in custodia interna nel corso della liberazione del campo di Dachau, è anche presente con una breve biografia nel rapporto di Dachau. Una traduzione a ritroso di questo protocollo in tedesco fatta da Wiebeck ebbe anche un ruolo di prova nel processo Auschwitz tenuto a Francoforte, sul quale fornì delle informazioni esaurienti durante la sua testimonianza nell'ottobre 1964.
I protocolli delle trascrizioni degli interrogatori di Hody sono conservati nell'Institute of Contemporary History di Monaco di Baviera e sono disponibili anche in forma digitalizzata.

## Ricezione
Lo storico britannico Dan Stone considera il rapporto una delle prime pubblicazioni del dopoguerra sui campi di concentramento tedeschi, che rappresenterebbe una combinazione di attenta osservazione scientifica e "rabbia ardente" derivante dalle condizioni inquietanti documentate fotograficamente.
Lo storico tedesco Ludwig Eiber classifica il rapporto dell'esercito americano come la "prima panoramica" del complesso criminale del campo di concentramento di Dachau. Tuttavia, ritiene che il rapporto contenga anche "alcuni errori significativi", perché gli inquirenti non avrebbero distinto abbastanza i rapporti dei prigionieri che si riferivano a Dachau da quelli che si riferivano ad Auschwitz.  Secondo la sua valutazione, il Rapporto Dachau si concentrava sui crimini di massa commessi in questo campo di concentramento. Eiber cita il rapporto come esempio di una delle prime pubblicazioni del dopoguerra sull'argomento. Ritiene che il rapporto avesse l'obiettivo di documentare tali crimini per “creare una base per la punizione”.
Diverse versioni originali del rapporto sono conservate nella biblioteca dello United States Holocaust Memorial Museum a Washington.
Inoltre, il rapporto dipinge un quadro generale particolarmente negativo nei confronti del gruppo dei detenuti "criminali", ma allo stato attuale delle ricerche la stigmatizzazione collettiva dei detenuti "criminali" in quanto aiutanti delle SS non è più sostenibile.

### Camera a gas di Dachau
Sotto il titolo "Esecuzioni" a pagina 33 il rapporto descrive una grande camera a gas dalla capacità di 200 persone, oltre a cinque camere più piccole. Sopra la porta portava la scritta Brausebad (bagno doccia) e all'interno c'erano 15 soffioni attraverso i quali veniva introdotto il gas velenoso. Il rapporto descrive la gasazione dei prigionieri ignari che morivano in 10 minuti come realmente avvenuta a Dachau.
Il racconto della gasazione dei prigionieri a Dachau non fu confermato da altre fonti. Nella primavera del 1943, infatti, fu completata a Dachau la costruzione del nuovo crematorio conosciuto come "Baracca X", consistente di quattro piccole camere per la disinfestazione degli indumenti con lo Zyklon B e una camera a gas più ampia. In realtà questo crematorio non fu mai utilizzato per le esecuzioni. L'unica prova esistente riguardò dei piani per utilizzare la camera a gas con lo scopo di testare i gas da combattimento sugli esseri umani. Non è noto se questi esperimenti, pianificati dal medico delle SS Sigmund Rascher, siano stati effettivamente mai eseguiti.
Alcuni negazionisti dell'Olocausto citano i rapporti errati sulle gasazioni a Dachau per affermare falsamente che i nazisti non sterminavano sistematicamente gli ebrei con gas velenosi come in altri campi del tipo Auschwitz-Birkenau.

### Dichiarazione di EH
Il sopravvissuto di Auschwitz e cronista del campo Hermann Langbein classifica le dichiarazioni di Hody nel rapporto come un misto di "ricordi con le fantasie di una persona pazza". Oltre a episodi veri, alcuni dettagli potevano anche essere falsi, soprattutto quelli relativi al tempo. A suo avviso, il protocollo dovrebbe essere sottoposto a revisione critica nel quadro di una valutazione storica.

## Edizione ripubblicata nel 2000
Nel luglio 2000 l'editore americano Inkling Books ha pubblicato una nuova edizione del Rapporto Dachau, curata e ampliata da Michael Wiley Perry, dal titolo Dachau Liberated: The Official Report by US Seventh Army. Contiene il rapporto originale, comprese le fotografie e le illustrazioni, le modifiche aggiuntive e i commenti di Perry, insieme agli schizzi realizzati dal tenente Ted Mackechnie il 30 aprile 1945.